# 九头山汉墓
九头山汉墓，位于中国广西壮族自治区柳州市鱼峰区九头山村，为一个省级文物保护单位，类型为古墓葬，为第六批广西壮族自治区文物保护单位，公布时间为2009年5月4日。
九头山汉墓的历史年代为汉。